# Mezofavna
Mezofavna so srednje veliki živalski organizmi, ki živijo v tleh.Mednje sodijo deževniki, stonoge, žuželke in njihove ličinke.Mezofavna sodeluje pri procesih nastajanja tal.Tak primer je nastajanje prhline.

Vir,slovar EKOLOGIJE,DZS Ljubljana 1998